# Chariesthes amoena
Chariesthes amoena är en skalbaggsart som först beskrevs av Johan Wilhelm Dalman 1817.  Chariesthes amoena ingår i släktet Chariesthes och familjen långhorningar.
Artens utbredningsområde är:
- Gabon.
- Nigeria.
- Sierra Leone.

Inga underarter finns listade i Catalogue of Life.